# Rupp Kornél
Rupp Kornél (Ercsi (Fejér megye), 1865. május 25. – Budapest, 1900. június 25.) bölcseleti doktor, református főgimnáziumi tanár.

## Élete
Középiskolai tanulmányait Pécsett végezte. 1883-ban a budapesti egyetem hallgatója lett. 1885-ben a premontrei rendbe lépett. 1888-ban szombathelyi, 1889-ben keszthelyi és 1891-től ismét szombathelyi főgimnáziumi tanár volt. 1891-ban bölcseletdoktori, 1892-ben tanári oklevelet szerzett és külföldön nagyobb utazásokat tett. 1893-ban a premontrei rendből kilépett és áttért a református vallásra. 1894-től mint a budapesti református főgimnázium tanára működött.
Cikkei a Székesfehérvár és Vidékében (1886. 101. sz. Régi napok, régi dalok, Csornai csata 1849-ben); a keszthelyi kath. gymnasium Értesítőjében (1890. A magyar Mária-hymnusok. Ism. 1891. Egy Philol. Közlöny); az Irodalomtörténeti Közleményekben (1891. Honnan ismerte Arany János Páris ítéletét); az Egyetemes Philológiai Közlönyben (1893-96. Könyvism); a Győri Közlönyben (1892. 8. Manfred, 104. Elektra, 1894. 116. Gyulai Pál jubileuma); a Tanulók Lapjában (1895. Ponori Thewrewk Emil, 1898. Az iskolai színi előadások, 1899. előadások az ifjuságnak); az Akadémiai Értesítőben (1896. A krakkói töredékről); a Magyar Könyv-Szemlében (1897. A Ráday-könyvtár); a Protestáns Szemlében (1898. Bornemissza és Telegdi theol. álláspontja).

## Munkái
- A modern költészet és az újabb nemzedék. Győr, 1888. (Különny. a Vasmegyei Lapok 1887. 53-101. sz.-ból. Ism. Győri Közlöny 1888. 16., 17. sz.).
- Ovidius és Gyöngyösi. Bpest, 1891. (Különny. az Egyet. Philol. Közlönyből).
- Magyar írásbeli feladatok. Iskolai és magánhasználatra. Uo. 1897. (Ism. Polgáriskolai Közlöny, M. Kritika, Orsz. Tanáregylet Közlönye).
- Telegdi és Bornemissza. Irodalomtörténeti tanulmány. Uo. 1898. Ism. Prot. Szemle, M. Kritika, Polit. Hetiszemle).
- Tanulmányok a XVI. század vallásirodalmából. Uo. 1898 (Ism. Prot. Szemle, Kath. Szemle, Polit. Hetiszemle, M. Kritika).
- Gyöngyösi István, A csalárd cupidónak kegyetlenségét megismerő s annak mérges nyilait kerülő tiszta életnek geniusza. A költő kéziratából kiadta. Uo. 1898. (Régi M. Könyvtár 6.).
- Telegdi Miklós pécsi püspöknek felelete Bornemissza Péter «Fejtegetés» cz. könyvére. Uo. 1899.
- Faludi Ferencz, Téli éjszakák. Kiadta... Uo. 1899. (Régi M. Könyvtár 19.).
- Szemelvények Cornelius Nepos életrajzaiból. Tárgyi és nyelvi magyarázó jegyzetekkel és szótárral. Két térképpel és nyolcz képtáblával. Uo. 1900. (Ism. Hivatalos Közlöny).
- Gyöngyösi István és Listius László. Uo. év n. (Különny. a Beöthy-féle Képes irodalomtörténetből).

Szerkesztette a Tanulók Lapját 1894-től.